# Ишимбаевский сельсовет
Ишимбаевский сельсовет — муниципальное образование в Салаватском районе Башкортостана.
Административный центр — село Ишимбаево.

## История
Согласно Закону о границах, статусе и административных центрах муниципальных образований в Республике Башкортостан имеет статус сельского поселения.

## Население
| 2002  | 2009  | 2010  | 2012  | 2013  | 2014  | 2015  |
| ----- | ----- | ----- | ----- | ----- | ----- | ----- |
| 1212  | ↗1270 | ↘1229 | ↘1182 | ↘1141 | ↘1093 | ↘1087 |
| 2016  | 2017  | 2018  |       |       |       |       |
| ↗1094 | ↘1092 | ↘1052 |       |       |       |       |

## Состав сельского поселения
| № | Населённый пункт | Тип населённого пункта       | Население |
| - | ---------------- | ---------------------------- | --------- |
| 1 | Ишимбаево        | село, административный центр | ↗463      |
| 2 | Яхъя             | деревня                      | ↘333      |
| 3 | Миндишево        | деревня                      | ↘304      |
| 4 | Радио            | деревня                      | ↘129      |

В состав сельсовета входил Посёлок разъезда Яхино (он же Разъезд Яхино)

## Известные уроженцы
- Искандарова, Ханифа Сиражевна (род. 20 марта 1928) — учительница Аркауловской средней школы БАССР, Заслуженный учитель школы РСФСР (1967), Герой Социалистического Труда (1968), депутат Верховного Совета СССР VIII, IX созывов (1970—1979), Народный учитель СССР (1982)[15].